# Christina Thorholm
Christina Thorholm (nascida a 11 de agosto de 1964) é uma política dinamarquesa, membro do Folketing pelo Partido Social-Liberal. Ela entrou no parlamento no dia 31 de agosto de 2021 como substituta de Kristian Hegaard depois deste ter renunciado ao cargo.

## Carreira política
Thorholm é membro do conselho municipal do município de Hillerød desde 2009. Ela concorreu às eleições legislativas dinamarquesas de 2019, nas quais obteve 1.524 votos; apesar de isso não ter sido suficiente para conseguir uma cadeira no parlamento, tornou-se na principal substituta do Partido Social-Liberal no eleitorado da Zelândia do Norte. Kristian Hegaard renunciou ao cargo a 31 de agosto de 2021, após ter admitido comportamento ofensivo enquanto estava bêbado numa festa, e Thorholm assumiu o seu assento no parlamento.